# Râul Bogdana, Suceava
Râul Bogdana este un curs de apă, afluent al râului Suceava. 

## Hărți
- Harta județului Suceava